# Королевство бургундов
Королевство бургундов — варварское королевство, созданное в начале V века германским племенем бургундов в долинах Соны и Роны и верховьях Рейна. Территория королевства к середине V века примерно соответствовала современной юго-восточной Франции к востоку от Луары и Роны (без Прованса) и западной Швейцарии.

## История
В 413 году бургунды с королём Гундахаром во главе основали государство по левому берегу Рейна, между Лаутером и Наге, с главным городом Вормсом. Вследствие возмущения против римлян, в 435 году наёмная дружина гуннов опустошила их государство. Король Гундахар был убит и остаток бургундского народа был переселён Аэцием в Сабаудию (Савойю).
Здесь король Гундиох основал новое Бургундское государство в области реки Роны. При его сыновьях Гундобаде, Годегизеле и Хильперике II Бургундия распалась на три части, с главными городами Лион, Вьенн и Женева. Однако Гундобад (умер в 516), умертвив братьев, объединил под своей властью всех бургундов. Он издал «Бургундскую правду» («Lex Gundobada») — первый свод правовых норм бургундов, и значительно ослабил распри между сторонниками ортодоксии и арианства (бо́льшая часть бургундов приняла христианство от арианского духовенства).
Его преемник Сигизмунд, обратившийся в никейское христианство, был разбит сыновьями франкского короля Хлодвига I и вместе с женой и детьми утоплен в колодце в Кульмье.
Брат его Годомар II сначала в 524 году разбил франков при Везеронсе (современный Везеронс-Кюртен), но потом был сам разбит ими в 534 году в битве при Отёне, и Бургундия была присоединена к Франкскому государству, став одной из его составных частей.